# Zlatý potok (přítok Losenice)
Zlatý potok je největší pravostranný přítok řeky Losenice. Protéká územím na pomezí klatovského a prachatického okresu v okrajové části Šumavy. Délka jeho toku činí 7,0 km. Plocha povodí má rozlohu 15,4 km².

## Průběh toku
Zlatý potok pramení na svazích hory Královský kámen severovýchodně od vesnice Řetenice v okrese Prachatice. Zpočátku teče směrem na jihozápad přes Řetenice, kde překročí hranici CHKO Šumava. Za vesnicí se stáčí na západ a opouští území Jihočeského kraje. Západní směr drží až do soutoku s Losenicí po necelých 7 kilometrech od pramene. Zlatý potok teče převážně hlubokým údolím, většina tohoto údolí je chráněna přírodní rezervací Amálino údolí. Necelý kilometr před ústím se zprava, od Kašperských Hor, přiipojuje Kašperský potok.

## Význam
Na Zlatém potoce a v jeho blízkém okolí jsou dobře patrné pozůstatky dřívějšího rýžování a dolování zlata, které zde probíhalo od středověku (štoly a další). Těžba zlata byla v oblasti ukončena na počátku 20. století. 
Existují snahy o její obnovení, problémem by však bylo narušení území s vysokou ekologickou hodnotou, těžba je tak dosud odmítána.
Údolí potoka bylo součástí zlaté stezky, v současnosti podél potoka vedou naučné stezky Cestou zlatokopů a Stezka strážců hranice. 